# Pseudonthobium humboldtense
Pseudonthobium humboldtense là một loài bọ cánh cứng trong họ Bọ hung (Scarabaeidae).